# Margaret Lockwood
Margaret Lockwood (n. 15 septembrie 1911 Karachi – d. 15 iulie 1990, Kensington, Londra; de fapt Margaret Mary Lockwood Day) a fost o actriță britanică.

## Date biografice
Margaret a fost fiica unui funcționar englez de la căile ferate britanice din India. În  copilărie, după divorțul părinților, se reîntoarce cu mama și fratele ei în Marea Britanie. Pe scenă ea apare pentru prima oară într-o piesă a lui Shakespeare, când avea 12 ani. Studiul dtramaturgiei îl promovează la "Royal Academy of Dramatic Art" din Londra. În 1935 debutează cu succes ca actriță în filmul "Lorna Doone", iar în 1938 are de asemenea un succes răsunător prin rolul jucat în filmele "The Lady Vanishes" în regia lui Alfred Hitchcock și Sub stele unde joacă alături de Michael Redgrave. Alături de James Mason joacă în anul 1943 în filmul "The Man in Grey". În 1980 Lockwood este distinsă cu Ordinul Imperiului Britanic.

## Filmografie
- 1934 Lorna Doone
- 1935 Honours Easy
- 1935 Man of the Moment
- 1935 Midshipman Easy
- 1935 Some Day
- 1935 The Case of Gabriel Perry
- 1936 Irish for Luck
- 1936 Jury's Evidence
- 1936 The Amateur Gentleman
- 1936 The Beloved Vagabond
- 1937 Doctor Syn
- 1937 Melody and Romance
- 1937 The Street Singer
- 1937 Who's Your Lady Friend?
- 1938 Bank Holiday
- 1938 The Lady Vanishes
- 1938 To the Victor
- 1939 A Girl Must Live
- 1939 Rulers of the Sea
- 1939 Susannah of the Mounties
- 1939 Sub stele (The Stars Look Down)

- 1940 Night Train to Munich
- 1940 The Girl in the News
- 1941 Quiet Wedding
- 1943 Alibi
- 1943 The Man in Grey
- 1943 The Randolph Family
- 1944 Give Us the Moon
- 1944 Love Story
- 1945 A Place of One's Own
- 1945 I'll Be Your Sweetheart
- 1945 The Wicked Lady
- 1946 Bedelia (Bedelia)
- 1947 Hungry Hill
- 1947 The White Unicorn
- 1948 Jassy
- 1948 Look Before You Love
- 1949 Cardboard Cavalier
- 1949 Madness of the Heart

- 1950 Highly Dangerous
- 1952 Trent's Last Case
- 1954 Laughing Anne
- 1954 Trouble in the Glen
- 1955 Proiectează o umbră întunecată (Cast a Dark Shadow)
- 1976 The Slipper and the Rose